# 冬木弘道
冬木 弘道（ふゆき こうどう〈本名：ひろみち〉、1960年〈昭和35年〉5月11日 - 2003年〈平成15年〉3月19日）は、日本の元男性プロレスラー。血液型A型。東京都江東区生まれ、神奈川県横浜市育ち。横浜商科大学高等学校出身。身長180cm、体重128kg。旧リングネームは、同じ表記で本名の冬木 弘道（ふゆき ひろみち）、サムソン冬木（Samson Fuyuki）。

## 来歴

### 国際プロレス時代
横浜商科大学高等学校卒業後、1979年（昭和54年）5月6日に国際プロレスへ入門する。
デビュー戦は1980年5月4日、北海道紋別市スポーツセンターの米村勉（後の米村天心）戦。国際では高杉正彦・菅原伸義（後のアポロ菅原）とともに「若手三羽烏」と呼ばれた。

### 全日本プロレス時代
1981年8月9日に国際プロレスが解散し、その後全日本プロレスに移籍。天龍源一郎の付き人を務めた。この時期、同じ若手だった三沢光晴と一緒に海へ遊びに行くなどして仲が良かった。1983年に行われたルー・テーズ杯争奪リーグ戦にも参加したが、1勝5敗1分の成績に終わる（優勝は越中詩郎）。
1984年11月に海外修行に出立。リッキー・フユキ（Ricky Fuyuki）をリングネームに、アメリカ中西部のカンザス地区（NWA傘下団体だったCSW）ではベビーフェイスのポジションで活動。ミスター・ポーゴやワイルド・サモアンと対戦し、マイク・ジョージやルーファス・ジョーンズのパートナーにも起用された。テキサス州サンアントニオ地区ではヒールとなり、川田利明とのタッグチーム「ジャパニーズ・フォース」で活動、若手時代のショーン・マイケルズ&ポール・ダイヤモンドの「アメリカン・フォース」と抗争を展開した。
1985年12月、体重を増加させて帰国後にジャイアント馬場の命名により「サムソン冬木」へ改名する。海外遠征中には国際プロレスのエース格だったラッシャー木村が全日本に移籍し、鶴見五郎・高杉・菅原と国際崩壊直前に新日本プロレスへ移籍していた剛竜馬も加入した上で「国際血盟軍」を率いていたが、冬木はマイティ井上共々「国際血盟軍」には加入しなかった。国際出身者でジャパンプロレスのアニマル浜口・寺西勇も海外遠征直前に全日本へ移籍していた。国際血盟軍や浜口・寺西の元国際所属選手で格上だった選手とシングルやタッグで対戦をしており、1986年3月に剛・高杉と共に全日本を整理解雇された菅原の全日本プロレス最終試合の対戦相手も務めている。
1987年3月に再び海外遠征し、プエルトリコ地区では風貌が似ていたこともあり「リキ・チョーシュー」を名乗った。帰国後は天龍同盟に参加する。川田利明とのコンビ「フットルース」を結成したが、川田が天龍とのタッグが増えて来た関係で冬木は孤立していった。1989年の第1回あすなろ杯争奪リーグ戦で準優勝を果たしている。ちなみに優勝したのは川田であった。

### SWS時代
天龍同盟と対立していた全日本正規軍のエースであるジャンボ鶴田は、伸び悩んでいた冬木に対し手を差し伸べて握手を交わす。今後は正規軍入りをして鶴田らと共闘するかと思われたが、1990年に全日本プロレスを離脱してSWSへ入団する。再度天龍と共にして「レボリューション」派の一員として活動を始めている。

### WAR時代
1992年にSWS内部で対立が起きた際にも天龍と行動を共にし、SWS崩壊後に天龍が興したWARに参加。リングネームを本名に戻した。
1994年頃から天龍らWAR正規軍と敵対する反体制側に回り、冬木軍として邪道・外道との3人トリオで活躍した。新日本プロレス・IWAジャパン・新格闘プロレス・FMWにも参戦して幅広く活躍する。冬木は「理不尽大王」を自称し、リング上でコントを披露するなど愛嬌のあるヒールとしてのイメージを定着させた。

### インディー団体時代
1996年10月を最後にWARを離脱し、邪道・外道と共に『冬木軍プロモーション』を設立した。冬木軍として東京プロレスを母体に計画されていたインディペンデント団体の統一機構となる「FFF」に参加を表明したが、資金難によりFFFが正式立上前に崩壊すると冬木軍として興行を行う一方で、他団体への参戦を模索した。1997年4月に岐阜県大垣市で、冬木軍としての旗揚げ戦を開催している。同年7月には長崎NCC＆スタジオにおいて、日本プロレス界初となる男子対女子のシングルマッチをライオネス飛鳥と行っている。なおこの試合は邪道・外道の加勢を受けた冬木が勝利している。またこの頃にリングネームの下の名前の読みを「こうどう」に変更した。
その後はFMWに再び参戦し活躍する。ミスター雁之助・金村キンタローらとTNR （チーム・ノー・リスペクト）を結成し、創始者である大仁田厚をFMWから追放することに成功。その後もハヤブサら正規軍を苦しめる反面『ブリーフブラザーズ』というユニットを結成する。白のバスローブと合わせて真っ白なブリーフ姿で参加し、コントを披露していた。TNR解散後も冬木は井上京子・チョコボール向井らとECW JAPAN軍を率いて活躍し、その一方でFMWのコミッショナーに就任するなど、リング内外で団体を牛耳るパフォーマンスはリング上だけに留まらない新世代のヒールスタイルといわれた。また邪道・外道・冬木の3人トリオで『理不尽音頭』というシングル盤CDを発売しており、歌手デビューも果たしている。
1995年11月には早稲田大学である「早稲田祭」で、プロレス研究会“爆烈”主催の『冬木軍理不尽道』と題する講演会に邪道・外道と共に出演した。また自身の娘の小学校の講演会にも出席し、その時には「僕は意外だと思われるんだけど、小学校の頃はね、体育と給食が大嫌いな子供だったんだよ」と自身の小学生の頃を振り返っている。なおその講演会が終わった後に、冬木の周りには沢山の子供達が集まって来て囲まれる程の人気者となり「今日はまるで大仁田（厚）になった気分だよねぇ〜」と満面の笑顔で答えている。これは普段、自身のプロレススタイルが「ヒール」という立場であり、毎回大仁田のように沢山のファンに囲まれる機会が無いためでもあった。
2001年10月27日、川田利明とシングル対戦したが敗退した。その後、全日本プロレスの世界最強タッグ決定リーグ戦に天龍と組んで出場。2002年2月のFMW経営破綻後、3月に自ら主宰する団体としてWEWを設立し、5月に川崎球場で旗揚げ戦の開催を発表している。

### 引退表明
2002年4月7日、冬木はプロレスリング・ノア有明コロシアム大会で15年振りに三沢光晴とシングル戦を行い、正統派のプロレスでも改めて高い技術を見せた冬木は健在を誇示した。だがその2日後、冬木は後楽園ホールでの冬木軍主催興行の試合後に大腸ガンを理由に、控室で引退表明を行った。試合前に一報と病状を電話で受けたノア取締役の仲田龍は三沢に報告し、WEWがまだ立ち上がっていない冬木のために、三沢は4月14日、日程が空いていたディファ有明の会場を確保し、ノア主催による冬木の引退興行を開催することを発表した。ノアは6日間で興行実施の手筈を整え、ノア及び三沢の全面協力を受けて冬木はディファ有明にて引退試合である冬木・三沢・小川良成組vs田上明・井上雅央・菊地毅組戦を行い、22年間に及ぶ現役生活に終止符を打った。
なお冬木の「ガンによる引退」という引退発表は、冬木軍主催興行試合後の控室インタビューで唐突に冬木本人から発したもので、それまでの冬木が演じて来た理不尽ギミックもあって「この発表はアングルではないのか？」という疑問視をする者が少なからず存在していたが、控室に『引退』から安易な『復帰』というアングルを極端に嫌うことで知られていた三沢が同席しており「冬木選手のために引退試合を急遽開催すること」「5月5日に開催予定のWEW旗揚げ戦（川崎球場大会）にノアが全面協力すること」「もし川崎球場大会に冬木選手が来場出来ない場合は、三沢が興行の陣頭指揮を執ること」の3条件を発表したことから、冬木の引退が真実であることや病状の深刻さを多くのファンが察することになった。
冬木引退試合のために、ノアは来場するファンに向けて黄色の紙テープを持参するように呼び掛けており、試合開始前の「冬木弘道」コールの後は無数の黄色の紙テープが飛んだ。興行の収益金はノアから全て冬木に贈られている。引退試合の当日、ノアの内外から多くのレスラーが来場・参戦しており、会場には新日本の永田裕志、冬木とFMWで袂を分けた邪道・外道、そして天龍源一郎も来場した。

### 療養・死去
引退試合後に入院をして緊急手術を受けた後、5月5日に川崎球場でWEWの旗揚げ戦を行い、プロデューサーとして活躍した。この時点でガンは既に肝臓などにも転移しており、2003年3月19日にガン性腹膜炎のため横浜市民病院で死去した。42歳没。葬儀では試合に入場する場面が遺影として用いられ、入場コスチュームの姿で納棺された。参列したGOEMONをはじめ、試合では敵対する関係だったハヤブサも号泣していた。冬木の没後にWEWは「冬木軍プロモーション」を名乗り、冬木の妻が社長を務めている。
2003年5月5日の川崎球場大会で冬木は一夜のみ復帰し、ZERO-ONEの橋本真也と電流爆破マッチで対戦する予定だった。逝去する8日前の3月11日に病院から外出許可を貰ってモルヒネを打った後、橋本に直談判をして対戦を約束し、お互いに握手を交わして別れる。この時、リング上に姿を現した冬木は終始汗が止まらずに顔色も悪く、既に末期的症状であった。ほぼ予定通り行われた川崎球場大会で橋本は金村と電流爆破マッチを行ったが、橋本は試合前に対戦の約束を果たすかの様に、冬木の遺骨を抱えて自ら電流爆破に身を投じた。2年後の2005年7月11日、橋本は脳幹出血のため死去している。

## 人物
- 国際プロレス入門時の冬木は、スポーツや格闘技を含めて特に運動経験は無かった。一ファンとして国際の試合が開催されていた後楽園ホールで吉原功代表に押しかけ同然で行き、その時吉原に「君の体付きを見ると、運動経験は無いみたいだけどね」とスポーツ経験が無いことを見破られて入門が危ぶまれたが、嘆願して入門を果たした[16]。入団直後は資材部へ配属され、同じ資材部出身の若松市政が冬木の世話をすることになった[17]。
- 国際プロレス入門後はマイティ井上・阿修羅原・若松市政らに鍛えられ、最初は基礎トレーニングが全く出来ずにリング上で泣いたこともあったが、入門前に30回も出来なかったプッシュアップも徐々にこなせる様になっていった。また若松が運転するリングトラックにもよく同乗していた。デビュー当初の髪型は、若松のアドバイスにより五分刈りとした[17]。
- デビュー戦は当日に欠員が出たこともあり、大木金太郎が「坊や（冬木）を試合に出そうよ」と提案して行ったという[18]。
- 国際崩壊後に新日本プロレスへの合流に反対していたマイティ井上は、冬木と菅原伸義（後のアポロ菅原）に対して「これからもプロレスを続けたいのか？」と問いただし、2人は「ぜひ、プロレスを続けたいんです」と回答した上で、井上に同調して全日本プロレスへ移籍した[19]。冬木は井上共々国際血盟軍に加入しなかったため、全日本正規軍入りして残留出来た冬木と、国際血盟軍のメンバーとなり後に全日本プロレスを整理解雇され、二度と全日本のリングに上がらなかった菅原とで明暗が分かれた。また天龍同盟入り以前は井上との師弟タッグをよく組んでいた。
- 後に冬木が「マッチョバディ」と呼ばれる太った体格になった要因は、国際時代の練習中に足を負傷してしまい、実家に帰って休んでいる間に好物のクリームパンばかりを食べ続けていたためだという[20]。実家に帰っていたため、1980年7月26日未明に発生した国際道場・管理人宅のガス爆発事故からは難を逃れている[17]。当日北海道滝川市にてこの報をテレビニュースで知った高杉正彦によれば、冬木は事故に巻き込まれてしまったかと思ったという[18]。若松も新弟子がすぐに辞めていく状況を見て、冬木も実家へ帰ったまま2度とプロレスに復帰しないと思っていたという[17]。
- リング上での理不尽な振る舞いとは違って面倒見が良く優しい性格の持ち主で、義理堅く人情味があることでも知られた。またリング外では常識人としての一面を持っており、冬木を慕う人達も多かった。
- ヒール扱いを受ける契機となったのは、SWS移籍前後の週刊プロレス記事での扱いだった。全日本プロレスからSWSへ移籍する前に、天龍同盟が再構築されることが既定路線化した際、その原因の一つに「天龍と冬木の不仲がある」と取り上げられたり、全日本からSWSに離脱した理由を「移籍条件が（金銭的に）良かったんで」「SWSは試合数が少ないし、休みも多くて楽だからね」などと語ったことが掲載されたのもあり、多くの全日本プロレス・天龍ファンからも反感を持たれる形となってSWS旗揚げ当初から冬木の試合ではブーイングの嵐となった。この流れは阿修羅原の現役復帰により薄まりはしたが、その後のSWS崩壊・WARの設立以降も、正統派のファイトを続けている間は反感として持続していた。
- 国際時代は後の理不尽キャラとは対照的に、どもる癖があり口下手であった為、ほとんど無口だったという[20]。高杉によると麻雀の面子が不足し、その際に井上が冬木を呼んで麻雀が始まった途端に喋り出したという[18]。全日本へ移籍する際に井上らと共にジャイアント馬場へ直接挨拶をしたが、冬木は馬場の前で黙って頭を下げただけで一言も喋ることはなかったという。馬場は「入団してから、2・3か月ぐらいは冬木の喋っている声を聞いたことが無かったね」という程、寡黙な男であったとされている[21]。
- 女子レスラーのライオネス飛鳥は1997年の冬木とのシングルマッチに関し、男子とは全く違う全日本女子プロレス流のプロレス作法を用い、または体格差ゆえに使用できる技が限られてしまう自らを、冬木が巧みにリードしてくれたおかげで成立した試合であったと振り返っており、飛鳥は改めて「冬木さんは本当に凄いプロレスラーだった」と語っている[22]。
- 冬木には娘が2人いるが、いずれも「理」を頭文字にしている。冬木は「女の子は結婚したら姓が変わるんだから、自分の娘だという証拠を残すことだよね」と、親交のあった友人に娘が産まれた時にアドバイスした。ちなみに元プロ野球選手・監督の王貞治も3人の娘の名に「理」の字をつけているが、王の「理」が「里は王家」の意味の命名であるのに対し、冬木が名付けた「理」は「理不尽大王」の理である。
- WARが週刊プロレスを取材拒否する運びになった際に、冬木は「取材拒否？フ〜ン、すればいいじゃん。どうせ週プロは俺たちの記事や写真を載せないから。それでWARがなくなれば、それまでだ」と意に介していなかった。しかし冬木は『理不尽大王』としてブレイクした時には邪道・外道と3人で週刊プロレスの表紙写真に採用された。また特集記事や特写も掲載されたり、ライバル同士である安生洋二と2人で表紙を飾ったこともある。
- 週刊ゴングのプロレス記者と評論家の対談が掲載されている「三者三様」のコーナー[23]で、自身を取り上げた対談内容に関して不満を抱き、試合後の記者会見で冬木は週刊ゴングの記者を確認した後、一方的に記者会見を打ち切り「（その記者に対して）オイ、お前はゴングだろ？俺は一切、喋らないから。お前ら2人でコメントしろ」と邪道・外道に言い残した後、その場から1人立ち去り個人的に取材拒否していた。
- 上記の2件からも窺えることだが、マスコミ対応はプロレス雑誌よりもスポーツ新聞を重視していると冬木は語っている。理由は「プロレス雑誌はプロレスファンしか読まないけど、スポーツ新聞は他のスポーツのファンも読む。そういう人がプロレス記事を読んで、新たなプロレスファンになってくれるかもしれないから」である。

## タイトル歴
- FMW
  - FMW二冠統一王座（世界ブラスナックル王座、インディペンデントワールド世界ヘビー級王座）
  - 世界ブラスナックルタッグ王座
  - WEWシングル王座
  - WEWタッグ王座（w / サンドマン）
  - 世界ストリートファイト6人タッグ王座
- 全日本プロレス
  - アジアタッグ王座
- WAR
  - WAR世界6人タッグ王座
  - 6人タッグトーナメント優勝
- プロレス大賞
  - 敢闘賞（1995年）
  - 殊勲賞（1998年）
  - 特別功労賞（2003年）

## 得意技
冬木はラフ&パワーのイメージが強いが、盟友である川田の技を取り入れたり、既存の技にアレンジを加えるなど独自のファイトスタイルを築いていた。
地団駄ラリアット
相手が劣勢になった時に、コーナーにもたれ掛かりながら両手を差し上げ「ハァーハァー」という大声で摩訶不思議な奇声を発して小刻みに地団太を踏んだ後、走り込んで相手の喉元に伸ばした片腕をぶちこむという冬木のフィニッシュ・ホールドの一つ。相手にヒットしたと同時に座り込むように倒れ、その勢いで相手も押し倒すように決めるのが特徴的だった。若手時代に「ホッホッホッ」と斬新奇抜な声を上げつつ、その場で助走して走り出して相手に攻撃を仕掛けるというムーブを行っていたが、それが変化した物である。
サムソン・ストライカー
キン肉バスターの体勢からブレーンバスター式に後ろへ投げ落とす。メキシコからの持ち帰り技で、使い始めたのは漫画『キン肉マン』でこの技が有名になる前であった。
冬木スペシャル
川田利明のストレッチ・プラムとほぼ同じ技である。初めてこの技を使った試合後のインタビューで、記者から「かつての盟友（川田）へのメッセージなんですか？」と問われた冬木は「指一本分角度が違えばなぁ、もう別の技なんだよ。よく見とけよお前!」「あんなしょっぱい奴(川田) に負けてたまるか!」と吠えた。冬木はヒールの立場であるが、公の媒体で他人の悪口を言ったことが無い冬木の突然の変貌に、その性格を知っていた記者達は驚いたという。この試合の後から、冬木は不人気な中堅レスラーから「理不尽大王」のキャラクターに変貌し、大いに名を売り始めることになった。
冬木スペシャル2
逆片エビ固めの体勢で、自分の太腿を支点にして足首を極める技。
サムソン・クラッチ（冬木スペシャル3）
背後をとられた際にクラッチを解いて、仰向けに倒れ込みながら両足を相手の脇の下に入れ、相手の体を前方回転させてフォールの体勢に入る。現在は返し技として、国内では多くの選手に普及している。
マッチョバディ・ボム
アトミック・ドロップや抱え式バックドロップの要領で持ち上げた相手を180度反転させ、そのままマットに叩き付ける。投げ捨て式のブルー・サンダーとも言える技だが、マットに叩き付けた後パワーボムのようにエビ固めに捉える場合もあった。
フィッシャーマン・バスター

バックドロップ

ジャーマン・スープレックス

バック・スピン・キック
三沢が使用するものと同型であり、アンコ型の体型にもかかわらずその的確さと切れ味には定評があったキックである。
奇声ストンピング
大きな声で奇妙・異質かつ不思議な奇声を発しながら踏み付ける。時折、菊タローが試合中に冬木の物真似をしている。

## CD
- 『理不尽』（キングレコード、1995年）

## テレビ出演
- 『コロッセオ』 - 番組のメイン司会を数回担当している。
- 『スポーツTODAY』- バトルウィークリーのコーナーにゲストとして出演。
- 『リングの魂』- 邪道・外道の2人と共にCD「理不尽音頭」の宣伝の為にゲスト出演した事もあり、他にも数回出演している。

## 映像
- 『冬木軍ロード 〜理不尽編〜』（EMIミュージック・ジャパン、1997年）

## 著書
- 『理不尽大王の高笑い：Fighting for myself』（フットワーク出版、1998年）ISBN 4876892695
- 『鎮魂歌：FMWはなぜ倒産したのか』（碧天舎、2003年）ISBN 4883461890

## 関連書籍
- 冬木薫著『マミー、そばにいて』（日之出出版、2004年）ISBN 489198113X